# بنيوية (وحدة)
الوحدة البنيوية أو الصرفية الدنيا (بالإنجليزية: allomorph)‏ هو كل نوع من أنواع المقطع الصرفي الذي يتغير وفقا للسياق الذي جاء فيه دون أن يتغير معناه.